# Мугл (Final Fantasy)

Мугл у Final Fantasy IX

Мугли (англ. Moogles, яп. モーグリ, Mōguri) — вигадані істоти-помічники з медіафраншизи Final Fantasy. Вперше ці істоти з'явилися у відеогрі Final Fantasy III і відтоді присутні так чи інакше практично у всіх іграх основної серії, за винятком Final Fantasy IV. Назва утворена від двох слів: кріт (яп. 土竜, mogura) і кажан (яп. 蝙蝠, kōmori).
Мугли відіграють у сюжеті ігор найрізноманітніші ролі, від повноцінних ігрових персонажів до епізодичних. Деякі з них з'являються відразу в декількох іграх серії — наприклад, Моґ, Штільцхен, Артемісіон і Монблан. У деяких іграх мугли з'являються як призивні істот в бою, у яких немає якоїсь фіксованої дії, але переважно вони дають членам групи різноманітні статус-бонуси.

## Дизайн
Зовнішність муглів змінюється від гри до гри, хоча вони завжди зберігають свої відмінні риси — загальний милий вигляд, маленькі крильця за спиною, біле або рожеве хутро і помпон на антені, що висить на їхній голові. Зазвичай вони мають досить великий червоний ніс і прижмурені очі. Крила муглів схожі на крила кажанів і носять темний і навіть похмурий відтінок — на противагу їх в цілому нешкідливій зовнішності і безтурботному характеру. У багатьох іграх представлені мугли з різним кольором шерсті і помпона. Різниться також і їх розмір — наприклад, в підсерії ігор Ivalice вони зазвичай більші, ніж в інших іграх, а в серії Crystal Chronicles їхні тіла більше круглі, а кінцівок практично не видно.
Мугли не носять ніякого одягу в більшості ігор, крім ігор серії Ivalice. Улюбленою їжею муглів є горіх купо. В грі Dissidia Final Fantasy повідомляється, що мугли вміють літати, але не за допомогою крил — вони всмоктують повітря, надуваючись, як повітряна куля, і ширяють, допомагаючи крилами лише пересуватися в просторі. В сьомій частині мугли не мали помпона, а у восьмій своїм виглядом більше нагадували котів. У дванадцятій їхній вигляд зазнав кардинальної зміни і мугли стали подібними на прямоходячих зайців. В Final Fantasy XIII-2 мугл Моґ літав завдяки кристалу, який в нього був замість традиційного помпона.
У ранніх іграх мугли розмовляли тільки своїми вигуками «купо» та їх похідними. В пізніших деякі мугли вже можуть говорити по-людськи, але досить часто вставляють у свою мову «купо» подібно до знаків пунктуації.

## Роль в іграх
Зазвичай мугли надають гравцеві інформацію про геймплей, слугуючи своєрідною довідкою. У Final Fantasy IX та Final Fantasy IX вони використовувалися для збереження гри, відправки пошти та давали намети для відпочинку. В Final Fantasy X, Final Fantasy X-2, Final Fantasy VII Advent Children і Dirge of Cerberus: Final Fantasy VII з'являлися тільки у формі іграшок. У рімейку Final Fantasy III на Nintendo DS «служба доставки повідомлень мугла» дозволяла обмінюватися реальними повідомленнями між гравцями через Wi-Fi. У Final Fantasy XI у кожного персонажа є свій мугл, який стежить за будинком і змінює професії персонажа. У Final Fantasy XII мугли є інженерами-механіками і займаються будівництвом повітряних суден.
Мугли з'являлися і в інших іграх: Secret of Mana, Seiken Densetsu 3, Chocobo no Fushigina Dungeon, Chocobo's Dungeon 2, Chocobo Racing, Chocobo Land: A Game of Dice, згадуються в Sword of Mana. Також присутні у всіх іграх серії Kingdom Hearts.